# سامسونگ گلکسی جی۲ کور
سامسونگ گلکسی جی۲ کور (به انگلیسی: Samsung Galaxy J2 Core) یک تلفن هوشمند اندرویدی از سری گلکسی جی، محصولی از سامسونگ الکترونیکس است که در اوت ۲۰۱۸ با سیستم عامل اندروید اوریو عرضه شد. این گوشی، اولین گوشی سامسونگ است که با اندروید گو عرضه می‌شود.

## مشخصات

### سخت‌افزار
جی۲ کور مجهز به یک نمایشگر ۵ اینچی آی‌پی‌اس ال‌سی‌دی کیو اچ‌دی است. این گوشی از چیپست اگزینوس ۷۵۷۰، سی‌پی‌یو آرم کورتکس-ای۵۳ و جی‌پی‌یو مالی-تی۷۲۰ با ۱ گیگابایت رم و ۸ یا ۱۶ گیگابایت حافظه داخلی برخوردار است. جی۲ کور در رنگ‌های مشکی، طلایی و لاوندر عرضه شد. نمونهٔ بازطراحی شدهٔ این گوشی در آوریل ۲۰۲۰ معرفی شد. مدل ۲۰۲۰ نسخهٔ ۸ گیگابایت ندارد و رنگ لاوندر جای خود را به رنگ آبی داده‌است.

### نرم‌افزار
جی۲ کور با اندروید ۸٫۱٫۰ اوریو و رابط کاربری سامسونگ اکسپرینس عرضه شده‌است. این گوشی از نسخه‌ای از اندروید به نام اندروید گو بهره می‌برد که برای گوشی‌های پایین رده طراحی شده‌است. سامسونگ در ژانویهٔ ۲۰۱۹ خبر داد که در آوریل ۲۰۱۹ این گوشی به‌روزرسانی اندروید پای با رابط کاربری وان یوآی را دریافت می‌کند.